# Love Is Colder Than Death
Love Is Colder Than Death – niemiecka grupa muzyczna wykonująca muzykę z pogranicza dark wave oraz world music.

## Muzycy
Obecny skład zespołu
- Maik Hartung - instrumenty strunowe/klawiszowe/perkusyjne (1990 - )
- Sven Mertens - śpiew, instrumenty klawiszowe/perkusyjne (1990 - 1993, 1995 - )
- Susann Porter / Heinrich - śpiew (1990 - 1995, 2001 - )
- Ralf Jehnert - śpiew (1995 - )
- Anja Herrmann - podczas koncertów (2003 - )
- Michael Metzler - podczas koncertów (2003 - )

Byli członkowie zespołu
- Ralf Donis - śpiew (1990 - 1993)
- Andrew Porter - bębny / śpiew (1993 - 1995)
- Manuela Budich - śpiew (1997 - 2000)
- Helen Landen - śpiew podczas koncertów (2000 - 2001)

## Dyskografia
- Wild World (EP, 1991, Hyperium Records)[2]
- Teignmouth (1991, Hyperium Records)[3]
- Mental Traveller (1992, Hyperium Records)[4]
- Oxeia (1994, Hyperium Records)[5]
- Spellbound (EP, 1995, Hyperium Records)[6]
- Auter (kompilacja, 1995, Opción Sónica)[7]
- Atopos (1999, Chrom Records)[8]
- Eclipse (2003, In Deyagora Music)[9]
- Time (komipilacja, 2006, In Deyagora Music)[10]